# Still, El Oued
Still là một đô thị thuộc tỉnh El Oued, Algérie. Dân số thời điểm năm 2002 là 3.545 người.